# Червоний корпус КНУ
Червоний корпус Київського національного університету імені Тараса Шевченка  — головний та найстаріший корпус університету, розташований у центрі Києва на вулиці Володимирській, 60. Пам'ятка історії національного значення і символ вітчизняної фундаментальної університетської освіти.

## Червоний корпус в 1837—1919 роках

План першого поверху Червоного корпусу Київського університету (XIX ст.)

Будинок Червоного корпусу був збудований у 1837-43 рр. у стилі класицизму (т. зв. російського) за проєктом італійського архітектора Вінченцо (Вікентія) Беретті (1781–1842 рр.). Будівля мала стати надзвичайно величною та суворою. Кажуть, довідавшись про проєктну вартість будівництва, імператор Микола І не зміг стримати власного гніву:
|  | Как, — кричал он, — восемь миллионов рублей на каких-то мальчишек?! Я университета не закладываю! |

Урочисте закладення будівлі Червоного корпусу відбулося через 3 роки після заснування університету, 31 липня 1837 року. У цей день вранці митрополит Київський і Галицький Філарет здійснив урочисту літургію у Софійському соборі за участю студентів та викладачів університету, а також офіційних осіб. Після літургії учасники здійснили урочисту хресну ходу до місця, де невдовзі мала постати будівля університету. З іконами і хоругвами люди йшли по сучасній вулиці Володимирській. Втім, на той час там не було будинків і самої вулиці як такої ще не існувало — в теперішньому центрі Києва були зарослі бур'янами поля.
Після хресної ходи у фундамент поклали медаль з роком початку будівництва, мідну табличку і три монети: платинову, золоту та срібну. Крім цього, туди символічно було покладено і стару цеглу-плінфу з фундаменту Десятинної церкви. На честь закладення будівлі Червоного корпусу виготовили пам'ятну медаль із зображенням засновника університету російського імператора Миколи І. Напис на цій медалі свідчить: «Во свете Твоем узрим свет!».

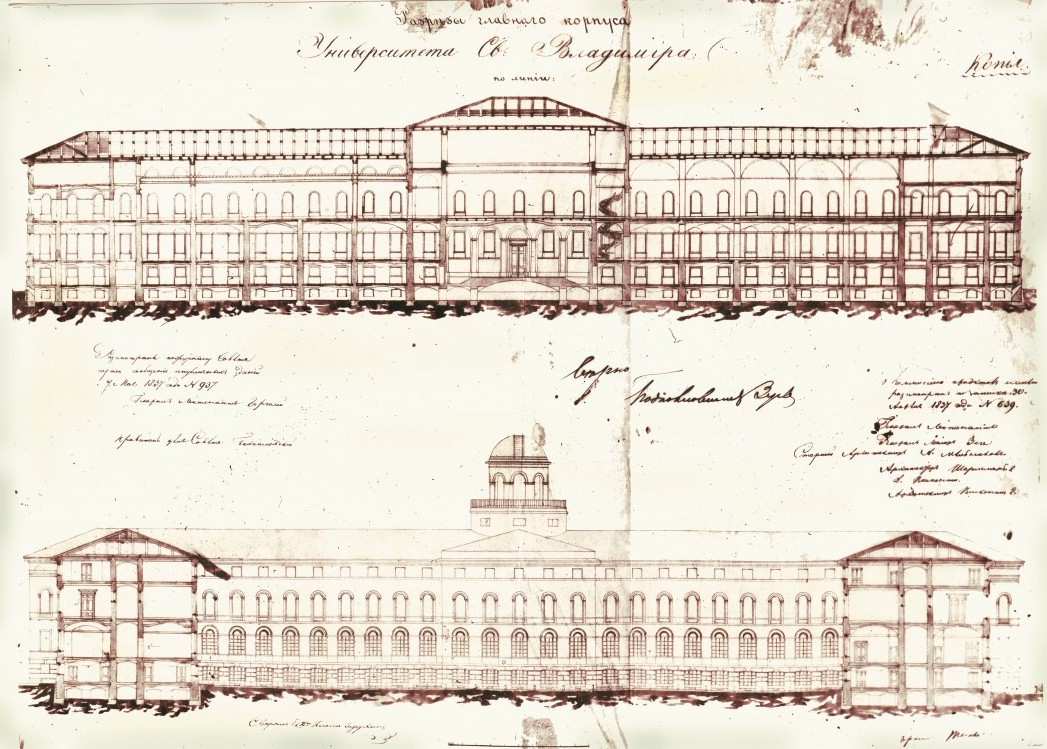
Початковий план будівлі університету з астрономічною вежею

### Архітектурні особливості
Будівля університету являє собою монументальний замкнений квадрат з довжиною фасаду 145.68 м. Всередині будівлі знаходиться великий внутрішній дворик. Під час проєктування архітектору Беретті не було відомо, з якого боку корпусу буде прокладена вулиця Володимирська. Тому він зробив університетську будівлю презентабельною як зі східного (сучасний університетській фасад на вулиці Володимирській) так і з західного боку (зі сторони сучасного Ботанічного саду).
Особливо виразна архітектура східного фасаду. Це досягається контрастним протиставленням протяжної площини стін могутній вертикалі колон портика, вирішеного в іонічному ордері на всю висоту будинку.
Натомість, рішення західного фасаду більш пластичне, ув'язане з природою Ботанічного саду. Композиція цього фасаду побудована на його розчленованості центральним і фланговими виступами, які чітко відображають осьову структуру плану будинку. Центральний виступ збагачений пілястровим портиком з фонтаном, а виступи на флангах — напівкруглими апсидами з тричетвертними колонами іонічного ордеру.

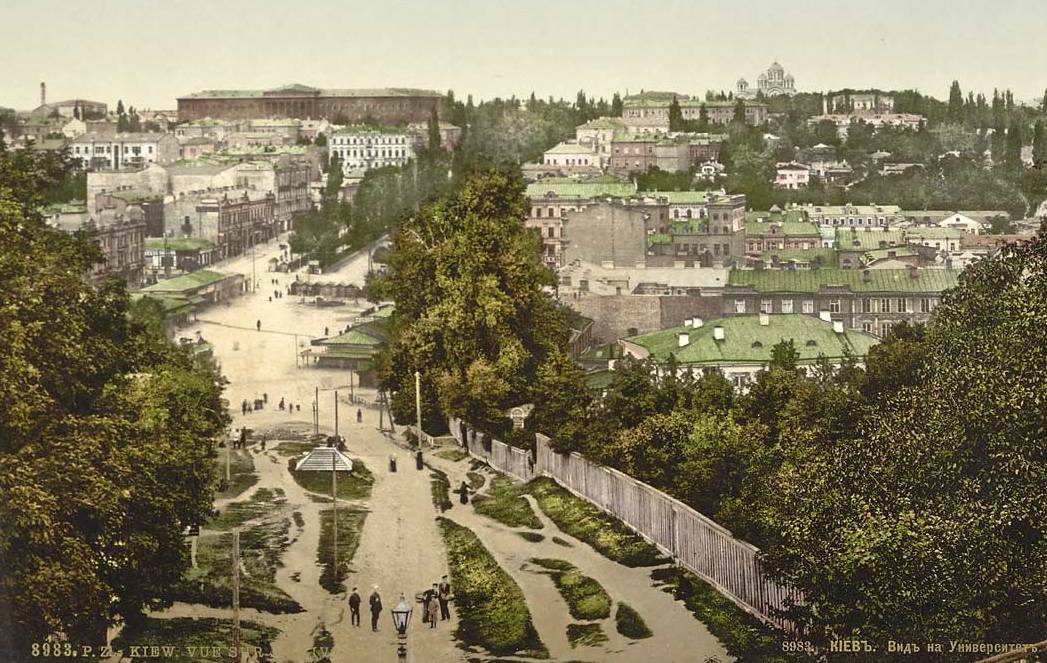
Вид на Будівлю Київського університету в кінці XIX ст.

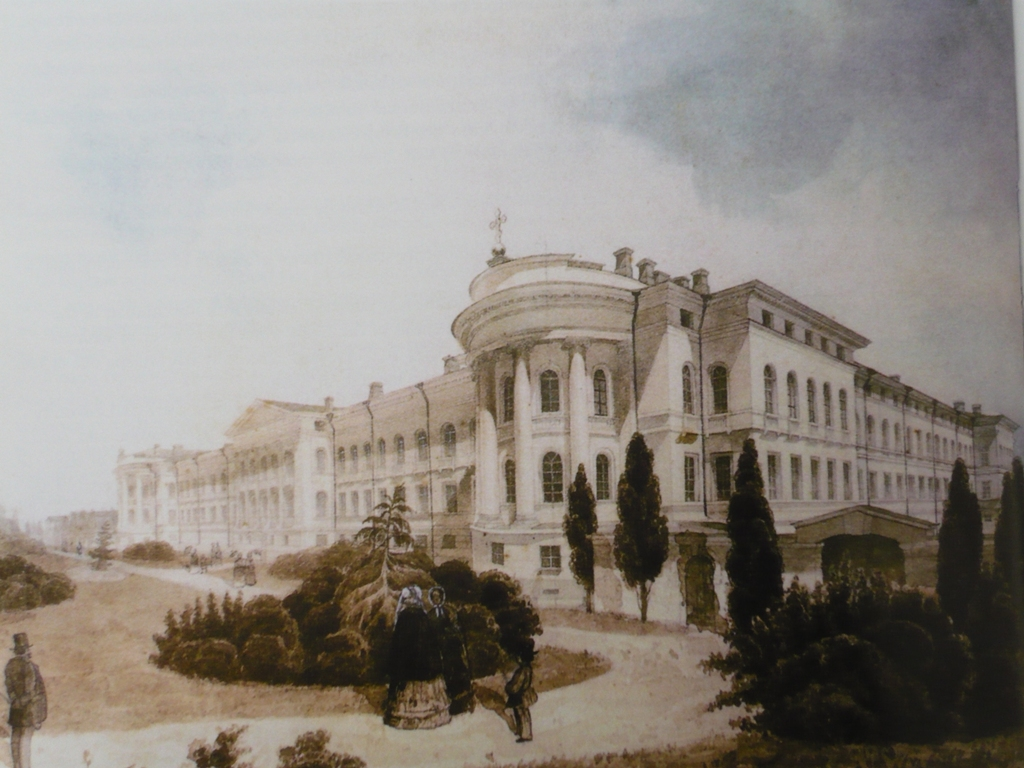
Корпус Університету на початку 40-х років XIX ст.(Західний фасад). Акварель. Автор М. Сажин

Архітектура корпусу з самого початку органічно вписувалась у ландшафт. Вона велично виглядала з Печерських пагорбів: один з таких малюнків будівлі університету зробив молодий Тарас Шевченко. Будівлю Червоного корпусу проєктували простою у об'ємах, без дрібних членувань, обмежено в декоративному оздобленні і різноманітності архітектурних деталей, кожна з яких продумана, взята рішуче і в повну силу. Бокові фасади з ризалітами на кінцях та в'їздами у внутрішній двір служать пов'язуючою ланкою між східним і західним фасадами. Фасади внутрішнього парадного двору дещо роздроблені, але архітектурно пов'язані між собою і з фасадами зовнішнього периметра будинку.
Також В. І. Беретті було розроблено план художнього розпису та встановлення скульптурної групи у внутрішніх приміщеннях університету (за браком коштів проєкт не був здійснений).
Будівля університету має 4 поверхи. До 8-колонного портика східного фасаду ведуть широкі семимаршові сходи, а з боків знаходяться пандуси.
У перекриттях приміщень використані різноманітні склепічні конструкції, частіше хрестові та півциркульні. В архітектурі будівлі широко застосований метал (чавунні капітелі колон, ліхтарі, встановлені перед портиком на високих п'єдесталах, перила сходів тощо)

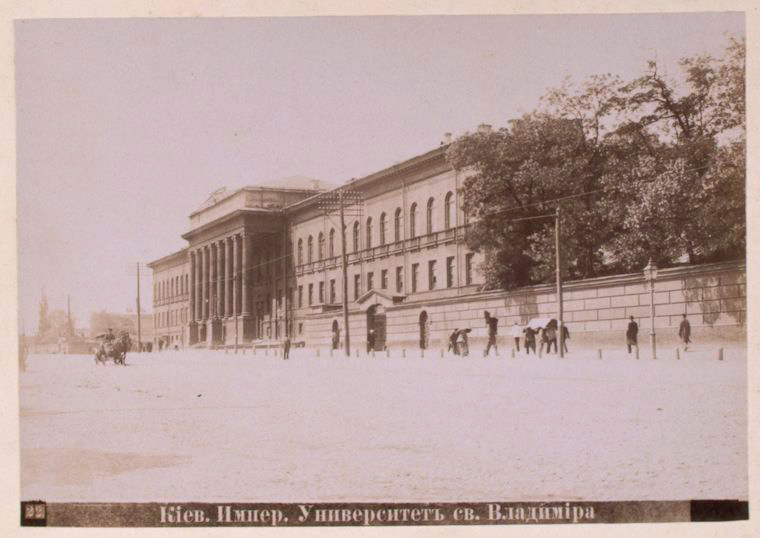
Київський університет, 1903

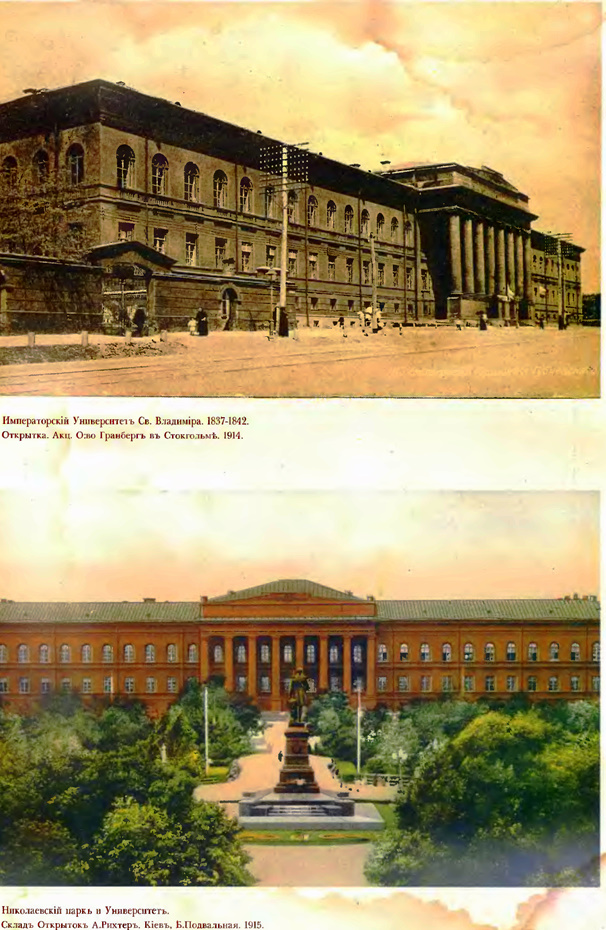
Червоний корпус у 1914 та 1915 рр. на двох листівках чорно-білій та кольоровій (Східний фасад)

З боку головного фасаду будівля Університету має три поверхи, з яких верхній був зайнятий великою залою громадських зібрань. У ній відбуваються університетські урочисті акти, захисти дисертацій та ін.
До 20-х рр. ХХ ст. в Червоному корпусі у напівкруглих фасадах знаходилися католицький університетський костел (північна частина будівлі) та православна університетська домова церква в ім'я Св. Володимира (південна частина).
На четвертому поверсі Червоного корпусу колись знаходилися студентські гуртожитки (так звані «студентські камери») (розформовані у 1858 р.), кімнати для навчання в позаурочний час, студентська бібліотека, квартири та кабінети викладачів, університетський карцер для студентів. На другому поверсі розміщувалася університетська їдальня. На першому, другому та третіх поверхах розмішувалися музеї, кабінети, архів, квартири для службовців, велика бібліотека.
Для відвідувачів з-за меж університету музеї та бібліотеки були доступні лише з дозволу відповідних деканів та ректора. У бібліотеці зберігалися книжки з колекцій Кременецького (волинського) ліцею (34 370 томів), Віленського (Вільнюського) університету, Віленської медико-хірургічної академії, Віленської римо-католицької духовної академії, Санкт-Петербургської ермітажної бібліотеки. На 1913 р. в бібліотеці було 300 тисяч томів, в тому числі дуже рідкісних книг XVI–XVII ст., що оцінювалися на загальну суму декілька мільйонів рублів.
За Червоним корпусом у 1841 р. був закладений Ботанічний сад. Спочатку на його території розміщувався й Зоологічний сад, що переїхав на нове місце у 1913 р.
Зовнішні стіни корпусу в перші роки після будівництва не були пофарбовані у червоний колір. Спочатку вони були білими. Питання про кольору будівлі порушив В.Беретті в 1842 році. Він писав:
|  | Можна буде пофарбувати стіни жовтою фарбою, а карнизи і пояски білою, як зазвичай формують всі будови в місті, або ж таким чином під колір вапна, я ж зі свого боку вважав би за доцільне пофарбувати весь простір від цоколя до підколон під граніт бризками, а решту не виділяючи ні поясків, ні карнизів, під колір вапна, так щоб вся будівля здавалася зробленою з одного каменю… |

Але бажання архітектора не здійснилося, і будинок Київського університету було пофарбовано в коричнувато-червоний. З тих пір важко уявити Головний корпус інакшим — червоний став невід'ємним кольором не тільки будівлі, але й почав асоціюватися з усім Київським університетом.

### Вплив будівлі на Київ
Будівля університету справила великий вплив на формування архітектури Києва. Це відобразилося у чіткому плануванні центральної частини міста та запровадженні до її забудови споруд великого масштабу, в закріпленні основ першого у Києві класичного структурного архітектурного ансамблю культурного центру міста.
|  | До батька і сина Беретті у Києві зовсім була відсутня будь-яка архітектура (за виключенням можливо пам'ятників старовини, Андріївської церкви і палацу збудованих за проектами Растреллі) |

 — писав у 1938 р. П. Альошин.
Наскільки велике враження справляв закінчений будинок університету, можна судити з описів сучасників. Він нагадував не лише своєрідний храм, а справжньою фортецею. Тому сучасники його інколи і називали «Фортецею Розуму». Так, один з них згадує: «Серед руїн старого міста і легких будівель Нового будівництва будинок університету справляв враження величезної споруди»
І справді, будівля в той час стояла наодинці на відкритому місці, серед ланів та ярів.
А ось, як про Університет пише в своєму творі «Погляд на місто Київ» ((рос.)«Взгляд на город Киев») студент Київського університету 30-х рр. XIX ст Захар Коленко:
(рос.)
|  | Но что так сильно бьется сердце мое? Зачем глаза мои устремлены прямо за златые врата — на широкую равнину? Что влечет меня на это место?… Здесь воздвигается святилище наук, воздвигнется университет Св. Владимира. Великий Просветитель! Ты первый посеял здесь семена просвещения! Озари ныне создающийся храм просвещения и благослови нас, которые должны быть как бы краеугольным камнем этого заведения… |

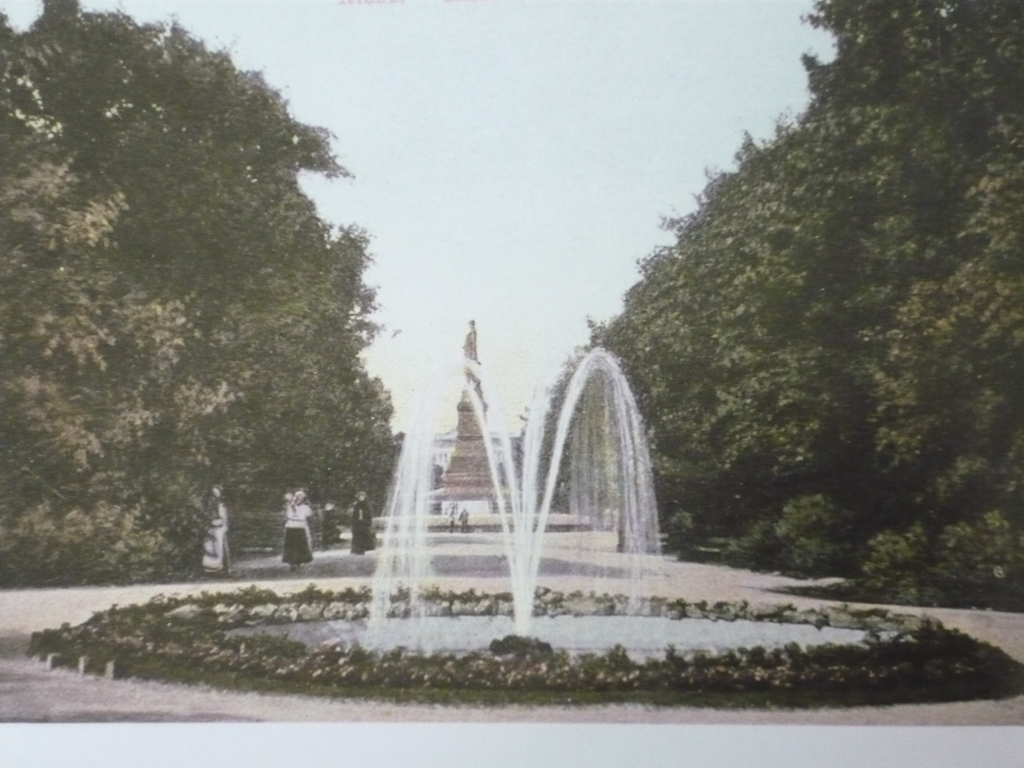
«Миколаївський сад» (друга половина XIX ст.)

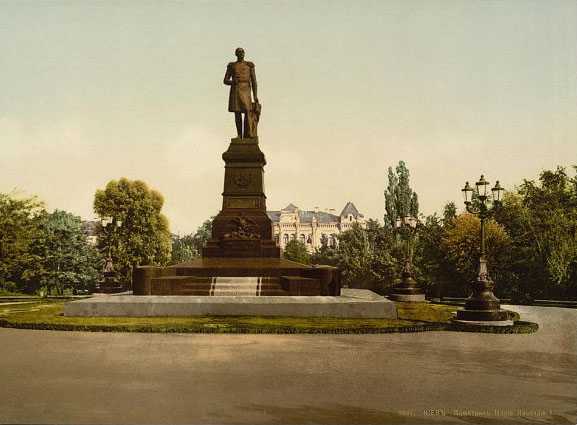
Пам'ятник Миколі І, навпроти Київського Університету — 25 травня 1917 рік

В 1874 році Ватрослав Ягіч, перебуваючи на Археологічному з'їзді в Києві, писав що не міг вдосталь насолодитися красою і величчю міста, «і перш за все університету».
Є. В. Спекторський (ректор Київського університету в 1918–1919 рр.) пише про будівлю Університету як про:«…редкой красоты огромное красное здание под зеленой крышею…».
В 40-50 рр. XIX століття будівлю Університету мешканці міста і студенти називали «Нова Будівля»((рос.) «Новое строение»), пізніше ця назва поширилась також й на найближчі вулиці, навколо будівлі Університету, відтак їх ще інколи називали «Латинським кварталом Києва» (район сучасної вул. Паньківської), за аналогією з традиційним паризьким студентським кварталом на лівому березі Сени біля Сорбонни.
Навпроти східного фасаду Університету розташовувалася університетська площа, яка з часом була перетворена спершу на «Університетський сад» ((рос.) «Университетский сад», закладений у 1860-х роках (садівник К.Христіані)), а потім на «Миколаївський сад» ((рос.) «Николаевский сад»), названий так на честь засновника Університету російського імператора Миколи І, монумент якому було встановлено в цьому ж парку обличчям до Червоного корпусу у 1896 році.
Під час евакуації Київського університету до Саратова (1915-16) в корпусі дислокувалася військова частина російської армії.

## Червоний корпус в 1919—1945 роках

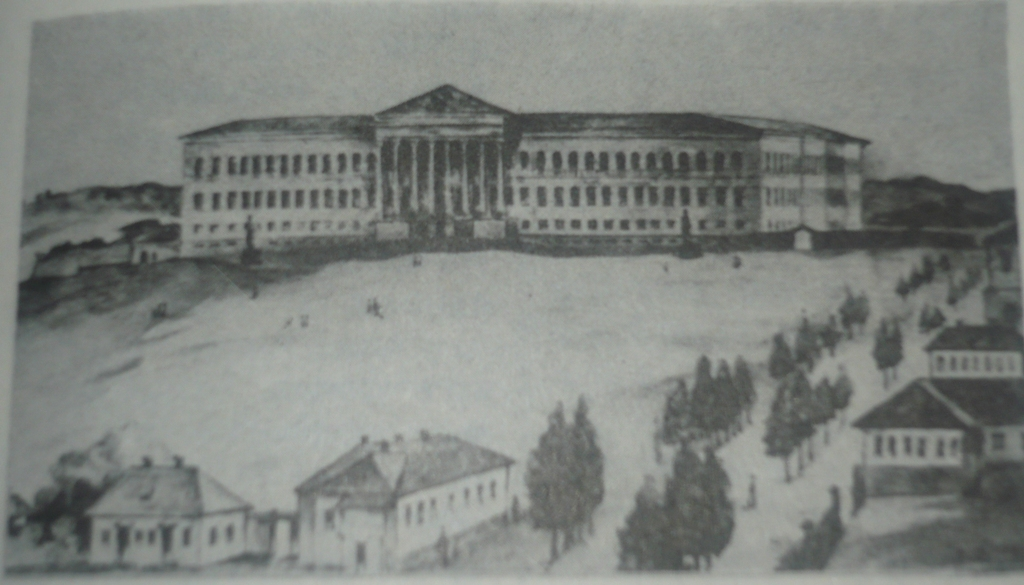
Замальовка Тараса Шевченка Червоного корпусу Київського університету у 1846 р.

Націонал-соціалістичний Київський університет (1941—1943)

В 20-30 рр. ХХ століття в стінах Червоного корпусу працюв Київський університет під різними іменами: Вищий інститут народної освіти (1920–1926 рр.), Київський інститут народної освіти (1926–1932 рр.). У буремні 20-ті рр. на портику Червоного корпусу висів революційний плакат: (рос.)«Мир — хижинам, Война — дворцам!»
З 1932 року тут знову розміщений відроджений Київський державний університет під його власним іменем. Того ж року в Червоному корпусі сталася пожежа. Вона знищила дах і дерев'яні склепіння над аванзалом та актовим залом. В результаті відбудови циліндричне склепіння над аванзалом було змінено пологим, трицентрового обрису.
У 1935 р. була спроба замінити червоний колір будинку на абрикосовий, при якій міг втратитись весь монументальний характер будівлі. Тож від цієї ідеї швидко відмовилися, повернувши будівлі традиційний для неї червоний колір.
9 березня 1939 р., на честь святкування 125-річчя з дня народження Тараса Шевченка, перед будівлею університету, на місці пам'ятника Миколі І, було відкрито пам'ятник Тарасу Шевченку, обличчям до Червоного корпусу. Київському університету та парку перед університетом було присвоєно ім'я Тараса Шевченка.
В 1941–1943 рр. в стінах Червоного корпусу діяв так званий націонал-соціалістичний Київський університет. У внутрішньому дворику Університету німецькі війська проводили тренування строю.

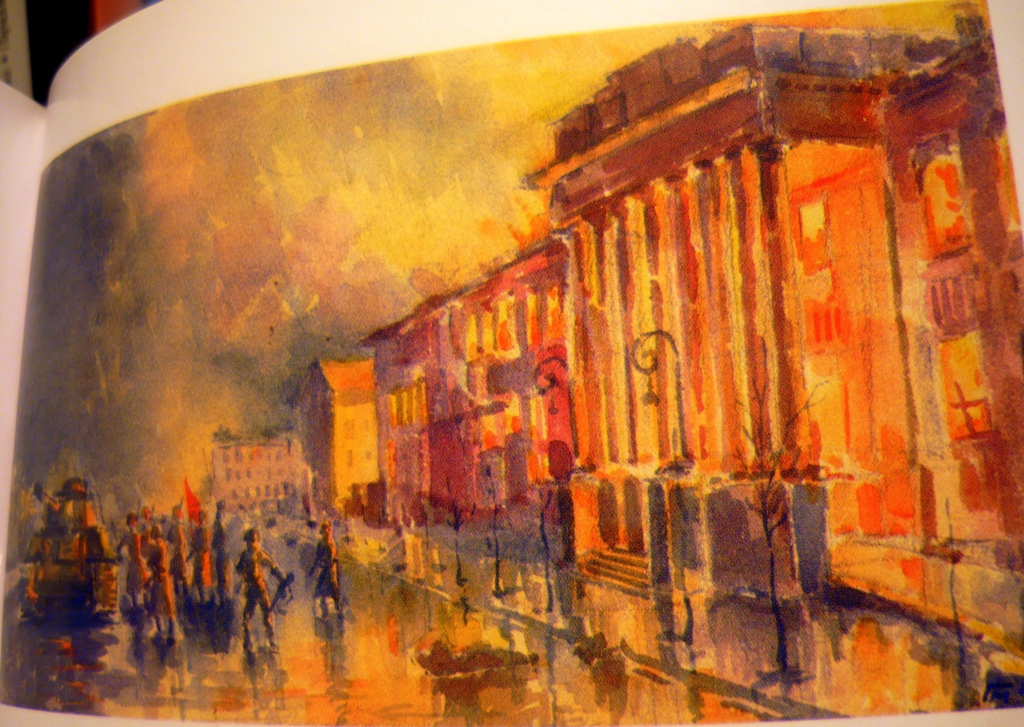
Палає Червоний корпус університету (6 листопада 1943 р.)

В листопаді 1943 року Червоний корпус спалений відступаючими німецькими військами. Загальне руйнування будинку університету від п'яти вибухів і пожеж становило 70 %. Вартість лише втраченого лабораторного обладнання складала 50 мільйонів радянських карбованців. Найменше потерпіла частина будівлі, що виходить на Володимирську вулицю.
|  | Хитались червоні колони будови, у шибах розжарене лопалось скло, І книги, як птиці, на мокрій панелі Розпачливо б'ють обгорілим крилом |

 — так змалював поет цей трагічний момент в історії Київського університету.
Проєкт відновлення та реконструкції складений у 1944–1945 рр. під керівництвом архітектора проф. П. Альошина. Автори цього проєкту додержали попереднього характеру архітектури будинку і врахували максимальні можливості для його пристосування до тогочасних вимог.
Відхилення від первісного вигляду Червоного корпусу мають місце лише в західній його частині, де до центрального виступу дворового фасаду додані дві сходові клітки. У фризі фасаду, зверненого в Ботанічний сад, зроблені віконні прорізи для освітлення приміщень заново запроєктованого четвертого поверху.
В інтер'єрі аванзалу відбудовано трицентрове склепіння. В аудиторії під бібліотечним залом пологі хрестові склепіння замінені плоским залізобетонним перекриттям. Застосування залізобетону дало можливість замінити важку залізоцегляну конструкцію тримаршових сходів у південній та північній частині корпусу, а також виконати вогнетривке склеписте перекриття над парадними сходами з незначними відхиленнями від його первісної форми.

## Червоний корпус з 1945 року і донині

Портик Червоного корпусу початок 60-их рр.

1954 — завершені відновлювальні та реставраційні роботи будівлі Університету, в яких брали участь в тому числі й студенти та викладачі Київського університету.
У 1964 А. Горська в співавторстві з П. Заливахою, Л. Семикіною, Г. Севрук та Г. Зубченко створила у вестибюлі Червоного корпусу вітраж «Шевченко. Мати». Скликана після цього комісія кваліфікувала його як ідейно ворожий, тож вітраж був знищений адміністрацією університету. А. Горську і Л. Семикіну через це виключили зі Спілки художників, щоправда, через рік відновили.
До кінця 70-х рр. у Червоному корпусі знаходилися природничо-математичні факультети (Фізичний, механіко-математичний, біологічний, географічний), однак з початком будівництва університетських корпусів на нових територіях (в районі Національного Центру Виставок і Ярмарків) їх було перенесено туди. На згадку про них у Червоному корпусі збереглися деякі відповідні музеї та Велика Фізична аудиторія (№ 329).
Так само з Червоного корпусу у 90-ті були перенесені факультети міжнародних відносин та журналістики в корпуси на Лук'янівці (вул. Юрія Іллєнка, 36).
У 1978 році в Червоному корпусі було відкрито Музей Історії Київського університету(у приміщенні, яке до 1920  р. займав костел).
Приміщення, яке до 1920  р. займала домова православна церква Св. Володимира, за радянських часів використовувалося, як зал для зборів Комсомолу університету, а на початку 90-х це приміщення було перероблено під спортивну залу.
У 1999 році була проведена реконструкція деяких внутрішніх приміщень Червоного корпусу (вестибюля, актової зали, зали вченої ради).
На фасаді Червоного корпусу встановлені пам'ятні дошки і знаки: українському поету і художнику Т. Шевченку, ім'я якого носить Київський університет; першому ректору Київського університету проф. М. Максимовичу; історику і державному діячу М. Грушевському (1886-94 вчився у Київському університеті); вченому, мислителю і громадському діячу М. Драгоманову (1859-76 вчився і працював в Київському університеті); штабу винищувального батальйону, сформованого влітку 1941 з викладачів, студентів Київського університету; студентам, викладачам Київського університету, які загинули на фронтах ДСВ 1941-45 рр.
В середині корпусу пам'ятні дошки: біля ауд. 446, де знаходилася геологічна лабораторія, в якій працював у 1902-12 рр. відомий геолог проф. М. Андрусов; біля ауд. 463, де знаходилася мінералогічна лабораторія, в якій у 1845–1901  рр. працював засновник київської школи геологів і петрографів проф. К. Феофілактов; біля ауд. 264, де 24.08.1898 на засіданні Х з'їзду російських природознавців і лікарів проф. С. Навашин зробив повідомлення про відкриття подвійного запилення у квіткових рослин; біля входу до зали Вченої Ради Університету видатному українському композитору М. Лисенку, який навчався у Київському університеті у 1860–1865 рр.
Зараз тут знаходиться керівний склад Київського університету (ректор, проректори), юридичний (1-2 поверх), історичний та філософський факультети, розміщені Археологічний, Етнографічний, Зоологічний музеї та Музей Історії Київського університету, Культурно-мистецький центр Київського університету, штаб-квартира Спілки ректорів ВНЗ України, Центр українознавства, Міжнародна школа україністики, прес-центр Київського університету, редакція газети «Київський університет», читальні зали філософського, історичного та юридичного факультетів (2 поверх), мистецька галерея «Університет», Актова зала, Зала Вченої Ради Університету з встановленою у ній скульптурою Св. Володимира (1999  р.).
З 2004 року у Червоному корпусі відкрито вільний Wi-Fi доступ до Інтернету для студентів Київського університету.
У 2009 році влітку фасад Червоного корпусу по вул. Володимирській було оновлено шляхом проведення необхідних ремонтних робіт та консервації «обличчя університету» для наступної повної його реставрації.

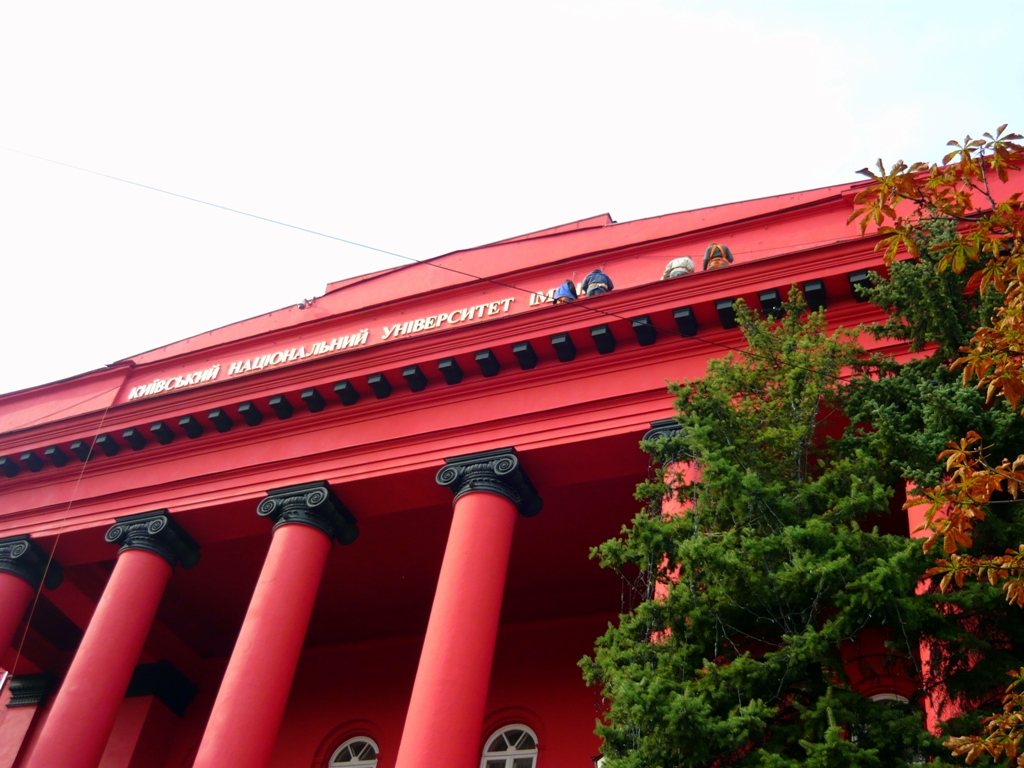
Зміна вивіски Київського університету 12 жовтня 2009 р.

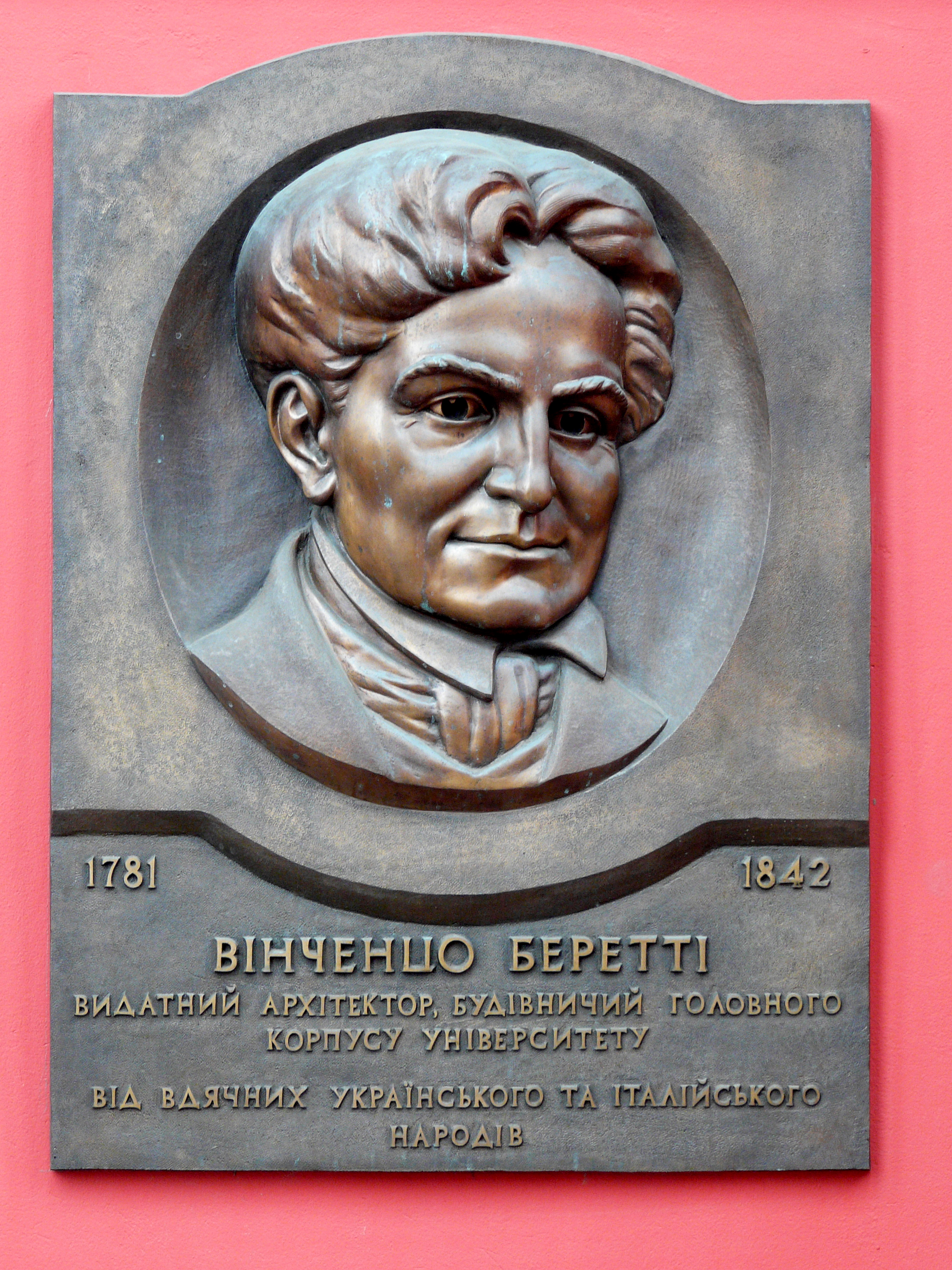
Меморіальна дошка на честь Вінченцо Беретті на фасаді Червоного корпусу

21 вересня 2009  р. на фасаді Червоного корпусу була відкрита меморіальна дошка М. Боголюбову — вченому-академіку, який присвятив Київському університету чверть століття свого життя і вписав славну сторінку в його історію. У цьому році відзначається 100-літній ювілей цього видатного вітчизняного фізика і математика-теоретика, засновника наукових шкіл нелінійної механіки, статистичної фізики та квантової теорії поля.
12 жовтня 2009  р. над входом до Університету було закінчено встановлення нового правильного і повного напису «Київський національний університет імені Тараса Шевченка».
15 жовтня 2009  р. вранці відбулась церемонія урочистого відкриття на фасаді Червоного корпусу меморіальної дошки видатному архітектору, будівничому Червоного корпусу Київського університету — Вінченцо Беретті (1781—1842) — «від вдячних українського та італійського народів»
15 жовтня 2009 р. у Червоному корпусі ввечері спалахнула пожежа. Займання виникло у правому крилі на 1 поверсі чотириповерхової будівлі в кабінеті медичної частини. Горіли папери і стіл, внаслідок чого утворилося задимлення, і існувала загроза поширення пожежі на велику площу. Внаслідок події було евакуйовано близько тисячі студентів. Вогонь вдалося загасити.

## Колір

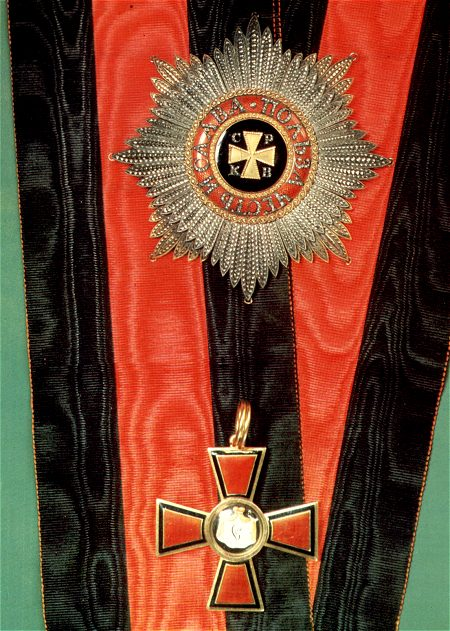
Стрічки Ордену Св. Володимира

Одне з найбільш дискусійних питань пов'язаних з Червоним корпусом — чому його будівля зовні пофарбована в червоний колір?
З цього приводу існує низка версій-історій:
- Червоний колір будівлі пов'язаний зі стрічками ордену Св. Володимира (червона та чорна), відтак Будівля Київського університету Св. Володимира мала відображати ці кольори (це офіційна версія за часів Російської імперії та сучасної України).[19]
- За часів СРСР була інша версія — червоний колір стін Київського університету пов'язувався з наслідуванням кольору Зимового Палацу XIX ст. у Ленінграді.
- Пов'язана з другою та першою, в тому сенсі, що колір будівлі планувався таким, як у Зимового палацу, однак коли для цього привезли дорогу італійську фарбу в Київ, випадково щось наплутали в її інгредієнтах, і фарба стала яскраво червоного кольору. Вирішили все ж таки пофарбувати нею стіни Університету, а «виправдали» це стрічками ордену Св. Володимира (Це версія І. К. Патриляка, директора музею Історії Київського університету).
- Серед студентства Київського університету існує думка, що колір будівлі університету пов'язаний з тим, що студентство Київського університету Св. Володимира у дореволюційні часи було одним з найбільш страйкуючих та революційних, і для того, щоб присоромити його, один з російських імператорів звелів пофарбувати будівлю університету у червоний колір, як знак сорому за таку поведінку студентства.
- У студентському фольклорі поширений жарт про те, що червоний колір стін Київського університету — це колір студентської крові, втраченої на ниві тяжкого навчального процесу в університеті. Кожної осені над Червоним корпусом кружляють зграї ворон, що злітаються на цю кров.[20]

## Культурне значення
Червоний корпус Київського університету протягом своєї історії зображувався:
- на дипломах випускників Київського університету Св. Володимира;
- на листівках з дореволюційного Києва (з написом «Кіевъ. Университетъ»);
- на одному з чотирьох боків постамента імператору Ніколаю І у Києві, де були барельєфні зображення чотирьох найголовніших споруд, що з'явилися у місті при Миколаї І — Будівлі університету, Першої гімназії, Ланцюгового мосту та Кадетського корпусу;
- на офіційних зверненнях, фотоальбомах випускників, запрошеннях, ювілейних медалях Київського державного університету імені Тараса Шевченка;
- у фотоальбомах радянського та сучасного Києва;
- на двох фресках станції «Київська» Арбатсько-Покровської лінії Московського метрополітену (відкрита 5 квітня 1953 р.);
- на одному з вітражів у будівлі Київського головпоштамту на Майдані Незалежності;
- на банкнотах українських купонокарбованців номіналом в 1000000 (1995 р.);
- на офіційних бланках, календарях, значках, майках, гербі Київського національного університету імені Тараса Шевченка;
- на предметах мистецтва (картинах, кераміці тощо);
- на ювілейній монеті номіналом у дві гривні (2014 р.);
- копія однієї з колон портику Червоного корпусу заввишки 10 метрів є меморіалом битви під Крутами (авт., Анатолій Гайдамака, 2006 р.);
- в заставках двох телеканалів «Сіті» (з 2008 р.) та «1+1» (осінній сезон 2009 р.);
- на зворотній стороні купюри в 100 гривень (з 2014 р.);

## Легенди
- «Університетський полтергейст». Розповідають, що ввечері після того як в Червоному корпусі вже закінчилися у студентів лекції, а в коридорах майже скрізь вимкнене світло, якщо йти ними, то можна почути загадкове порипування підлоги то в напрямку людини, яка йде, то від неї. Це порипування схоже на кроки людини, яка то рухається звичайними кроками, то пришвидшує свій рух. Іноді здається, що привидів багато. За однією з версій, ці звуки викликають духи людей, чиї тіла препарували студенти у Університетській трупарні, що знаходилася до 70-х рр. XIX ст. у Північному крилі Червоного корпусу. За більш науковою версією — це просто властивості старого університетського паркету або навіть — просто пацюки, які бігають під ним[20]
- «Червоний корпус — замок перевертнів». У 1841 р. заснували медичний факультет Київського університету. Студенти, особливо студенти-медики, в той час мали погану славу серед місцевих мешканців. Кияни були переконані в тому, що студенти крадуть мерців з кладовищ та глумляться над трупами в анатомічних театрах, що знаходилися у північній частині Червоного корпусу. І тому корінні кияни неодноразово підстерігали поодиноких студентів Університету на пустирі перед Будівлею Університету (на території сучасного парку імені Шевченка). У пригоді студентам ставала фехтувальна майстерність, яку нащадки шляхетних родів опановували в університеті.[21]
- «Підземна річка». Серед киян живе легенда про річку без назви, яка тече під Червоним корпусом і витікає у Ботанічний сад через аркові склепіння виходів з тунелей, які можна помітити у західній частині саду на схилах пагорбу, який піднімається до Червоного корпусу[22].

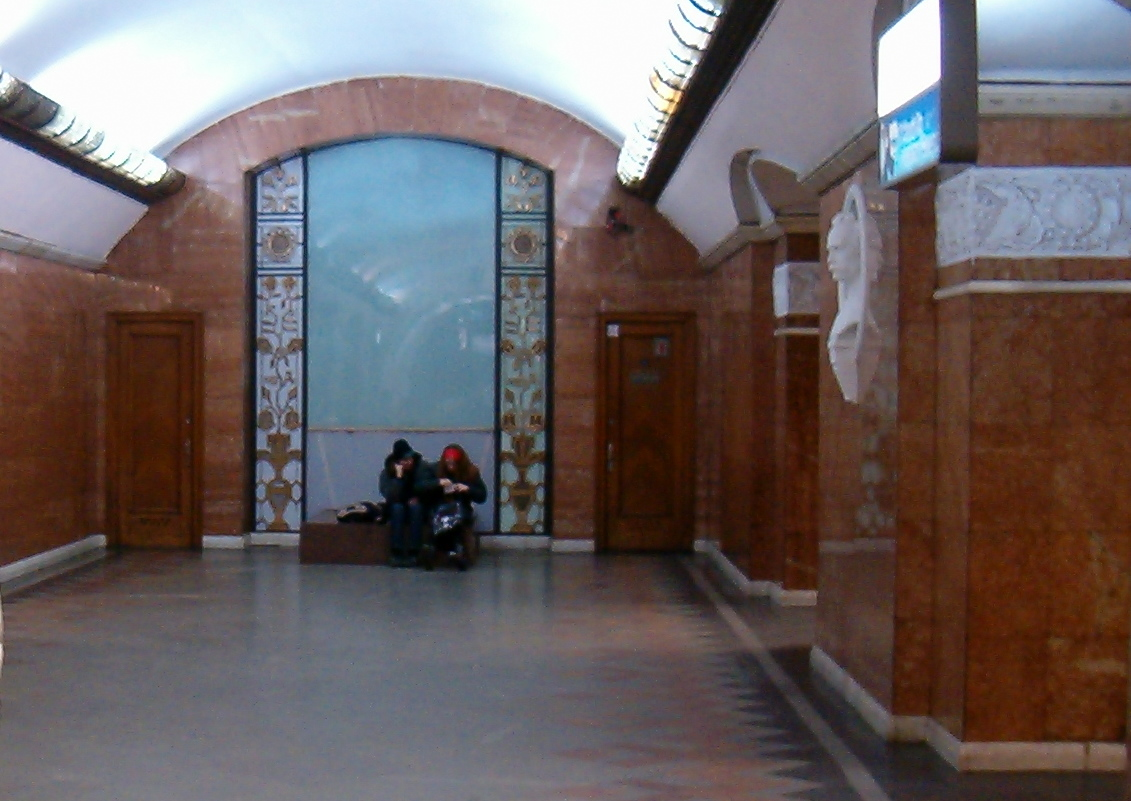
метро «Університет»

- «Фізична лабораторія космічних променів та станція метро „Університет“». Серед студентів природничих факультетів ходить чутка, що в Червоному корпусі є унікальна Фізична лабораторія з вивчення космічних променів, її унікальність полягає в тому, що вона була побудована ще у 60-ті рр. ХХ ст. і пов'язана підземними переходами зі станцією метро «Університет». Це пояснюється тим, що буцімто для того щоб «піймати» деякі елементарні частинки зі всесвіту (наприклад, нейтрино) потрібно розмішувати глибоко під землею високотехнологічні пристрої, для цього і саме у цьому була одна з цілей будівництва станції метро «Університет». Відтак, існує думка, що можна прямо зі станції через ці підземні тунелі вийти в Червоний корпус і навпаки. Інше призначення тунелів — допомогти сховатися студентам та викладачам на станції метро «Університет» під час ядерного вибуху.[20]

## Галерея

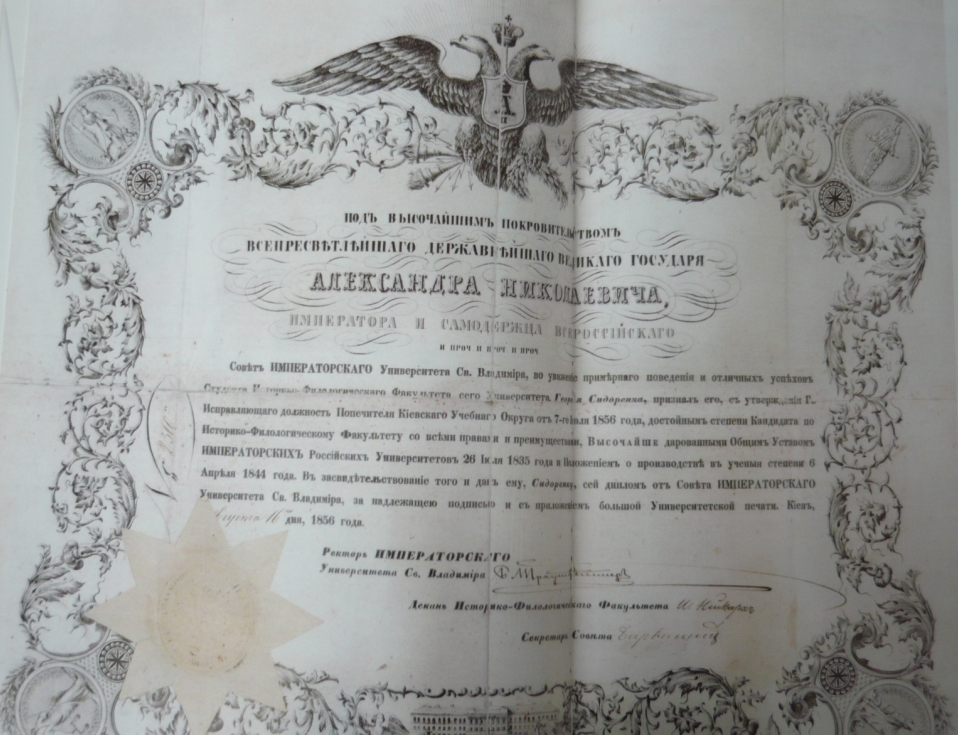
Диплом випускника Київського університету Св. Володимира (XIX ст)
Листівка з Червоним Корпусом Київського університету (початок XX ст)
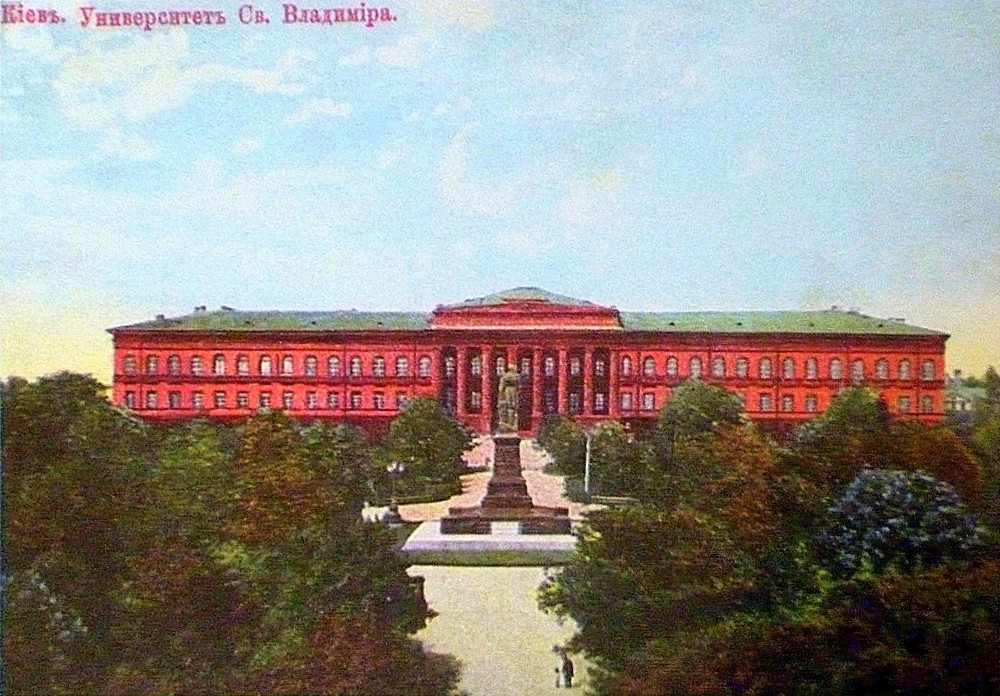
Листівка з Червоним Корпусом Київського університету (10-рр XX ст.) — на передньому фоні перед Університетом пам'ятник російському імператору Ніколаю І
Червоний корпус Київського університету у 1943 р. — підірваний німецькими військами[джерело?]
Зображення Червоного корпусу на фресках станції «Київська» Московського метрополітену (1953 р.)
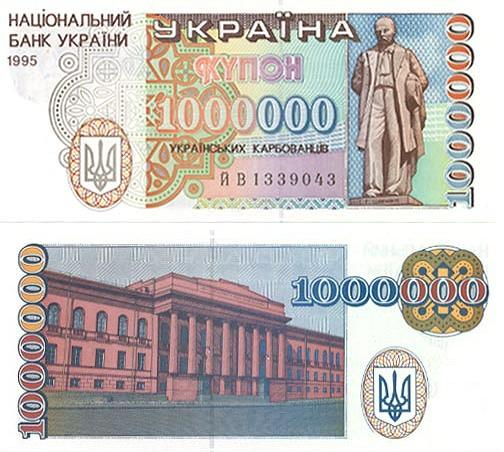
Червоний корпус Київського університету на карбованцях-купонах (1995 р.)
Меморіал битви під Крутами 1918 р.(авт., Анатолій Гайдамака, 2006 р.), копія однієї з колон портику Червоного корпусу заввишки 10 метрів.
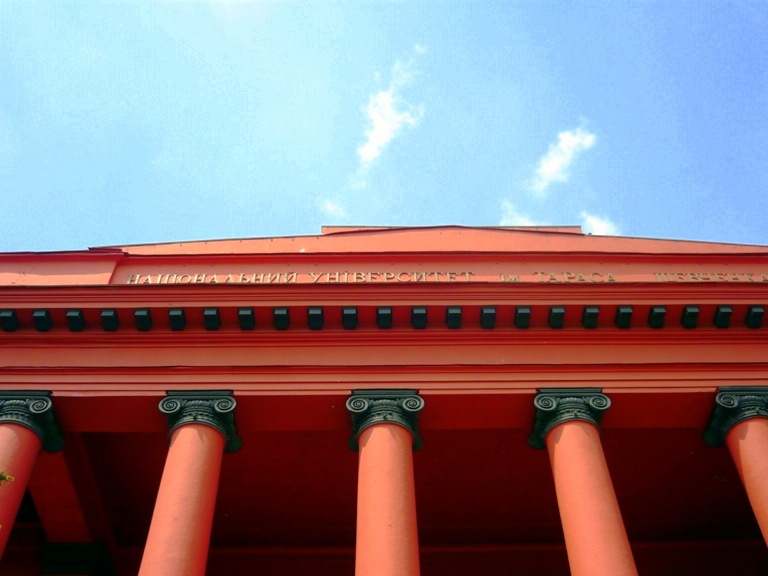
Портик Червоного корпусу Київського університету 2008 р.
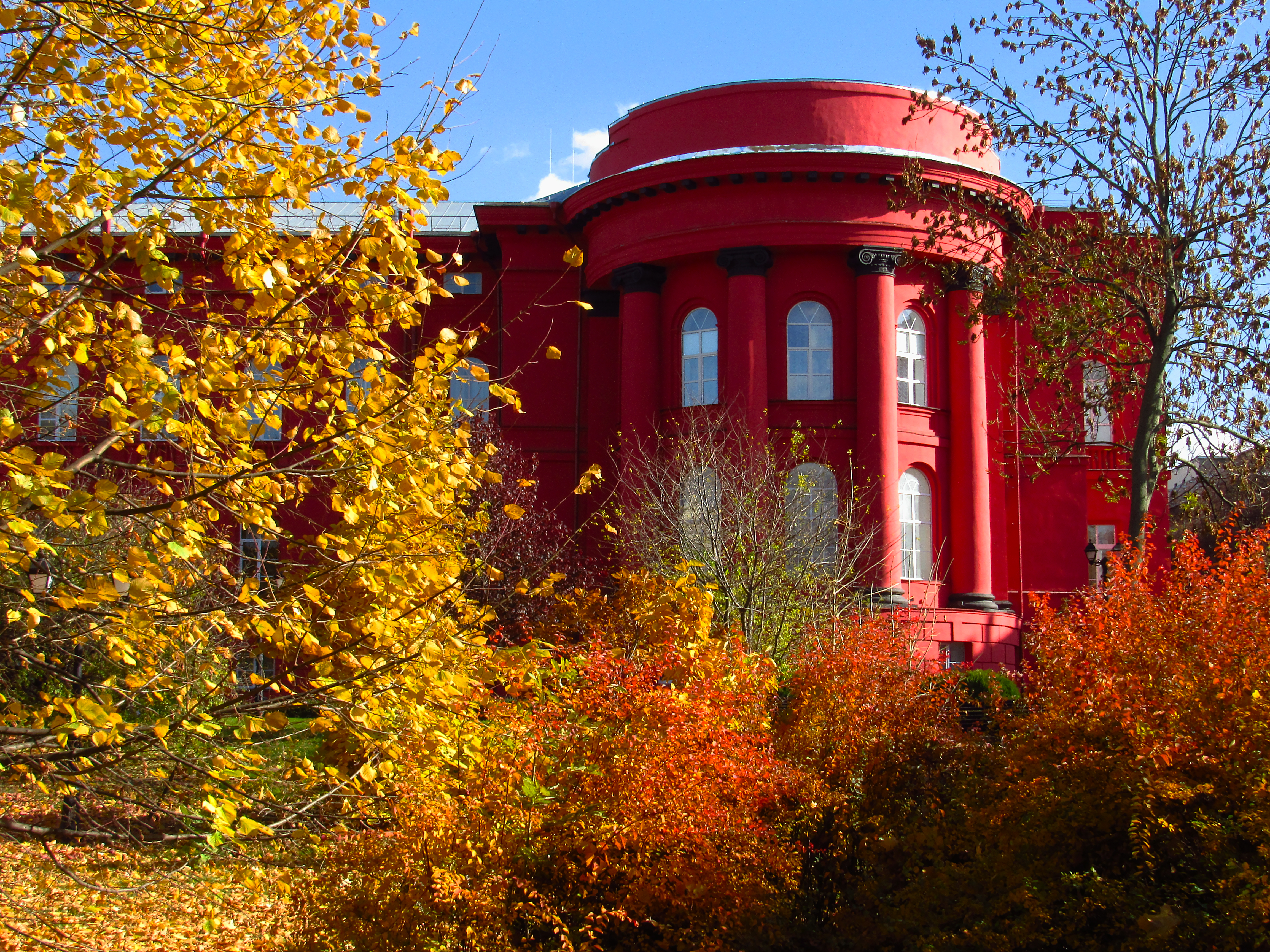
Червоний корпус (вид із ботсаду О. Фоміна). Осінь 2021
Червоний корпус Київського університету — зліва пам'ятник Тарасу Шевченку (весна 2009)
Ваза з зображенням Червоного корпусу Київського університету (2004 р.)
Фрагмент вітражу в холі Червоного корпусу університету
Елемент панно з зображенням Т.Шевченка біля входу в Київський університет.
Фрагмент портрету Миколи Бунге з Галереї Ректорів Київського університету. Київський університет